# Attack No. 1
Attack No. 1 (アタックNo.1 Atakku Nanbā Wan?) es una serie de manga japonés de Chikako Urano que llegó a ser en Japón la primera serie de televisión anime sobre deporte femenino en la categoría shōjo. Telecinco la estrenó en 1990 con el nombre "La panda de Julia". Canal Sur la televisó como "La ilusión de triunfar" en el año 2000, tras grabar Arait Multimedia un nuevo doblaje (en el cual Julia pasa a llamarse Katia). Llama la atención que la serie fue emitida originalmente en Japón entre 1969 y 1971.
El anime es una adaptación de la serie manga de voleibol de Chikako Urano publicada en Margaret Magazine en 1968 con el mismo nombre. Chikako se considera uno de los fundadores del shojo y la serie se presentó no solo para fortalecer una base de otaku femenino sino también para capitalizar el boom de la medalla de oro de la selección nacional femenina de voleibol Japonesa en los Juegos Olímpicos de Tokio 1964.
La serie fue bien recibida en una era dominada por las aventuras shōnen y el anime de ciencia ficción y llegó al mercado de Francia (bajo el título "Les Attaquantes"), Alemania ("Mila Superstar"), Uzbekistán (Takki Takki) e Italia (conocida como "Quella magnifica dozzina" en una primera emisión y "Mimì e la nazionale di pallavolo" en la segunda emisión). El nombre de Mila que la protagonista recibió en la versión alemana coincidía con el que en Italia había recibido You Hazuki, protagonista de Attacker You!, serie de 1984 de la que la versión alemana también heredó la sintonía italiana/española/francesa, pese a ser series sin relación argumental más allá del deporte del que tratan.
Se publicó una secuela en formato manga con el título “Shin Attack No 1” (Nuevo Ataque N.º 1) en 1976, pero no duró mucho. La secuela fue redibujada entre 2004 y 2005 con nuevo estilo por Kanon Ozawa.

## Historia Original
La historia explica las andanzas de Julia Jara (Kozue Ayuhara en la versión original), una chica que acaba de llegar a la Escuela Fujimi y hace la prueba para el equipo de voleibol. Superando la animadversión inicial, desarrolla una amistad con la compañera de equipo Elena Jaka (Midori Hayakawa) y su talento impresiona al entrenador, el señor Hongo (Honko sensei).
Julia descubre que el camino al éxito está plagado de estrés, incompatibilidades personales y otros dilemas. Su deseo de llegar a ser la mejor jugadora de su escuela, de Japón y finalmente del mundo marcan el tono de la serie.

## Adaptaciones

### Anime

#### Reparto
- Directores: Fumio Kurokawa, Eiji Okabe, Yoshio Takeuchi, Toshitsugu Mukōtsubo,Kenji Kamiyama
- Guionistas: Tatsuo Tamura, Masaki Tsuji, Tetsu Dezaki, Haruya Yamazaki, Tsunehisa Ito
- Diseño: Jun Ikeda
- Director animación: Tomekichi Takeuchi, Osamu Kobayashi, Ei'ichi Nakamura, Shigetsugu Yoshida, Tetsuhiro Wakabayashi, Hiroshi Iino
  - Animadores: Keiichiro Kimura, Yoshiyuki Hane, Takeshi Shirato, Shingo Araki,Saburō Sakamoto, Shigetaka Kiyoyama,Kōichi Murata, Yoshiyuki Momose etc,

#### Actores

##### Personajes principales
- Julia Jara (Kozue Ayuhara / 鮎原こずえ) – Doblada por Pilar Santigosa

Julia se traslada de Tokio a un instituto rural para rehabilitarse de una enfermedad que la había obligado a dejar el deporte. Tras un encuentro con otras compañeras, decide regresar al voleibol y pronto se convierte en la líder del grupo.
- Elena Jaka (Midori Hayakawa / 早川みどり) – Doblada por Mayte Tajadura

Elena procede de una familia adinerada. Cuando se une al club de voleibol es para continuar su línea egoísta de ser la capitana pero su amistad con Julia la hace abrirse a las demás.

##### Otros personajes
- Entrenador señor Hongo (本郷俊介 / Honko Sutomu): – voz de Claudio Serrano
- María – voz de Alicia Sainz de la Maza
- Alicia – voz de Eva Díez
- Raúl - voz de Juan Antonio García Sainz de la Maza
- Elisa – voz de Isacha Mengíbar
- Subdirector – voz de Carlos Revilla
- Profesora Natalia – voz de Gemma Martín
- Entrenador Inokuma Daigo (猪野熊大吾)
- Presentador
- Narrador

#### Listado de Capítulos
LA PANDA DE JULIA
1. Una nueva estrella de la escuela Fujimi Junior
2. Practicando para mañana
3. Una alumna famosa
4. Un balón hecho pedazos
5. Un desafío en el entrenamiento
6. Adelante las dos delanteros
7. Una promesa después de una derrota
8. La jugada secreta
9. Una carta de renuncia que se rompe
10. Una desagradable conspiración
11. Una tarde de lágrimas
12. El enemigo siniestro
13. Una estrategia sin estrategia
14. Un partido desesperado
15. Después de la victoria
16. El orgullo de los vencedores
17. Un partido de 5 sets
18. Una promesa a Raisa
19. Pensando en las rivales
20. Un entrenamiento especial
21. La tarea de una capitana
22. El espíritu de lucha
23. El secreto
24. El salto mortal
25. ¿Quién ha ganado?
26. Un buen consejo
27. Once rivales
28. Sentimientos de venganza
29. Entrenamiento sin piedad
30. El demonio del voleyball
31. El secreto del brazo derecho
32. El campo del amor y el odio
33. Una noticia sensacional
34. Una sonrisa largamente esperada
35. Volando hacia el mundo
36. El torbellino negro
37. Devolviendo balones en dos tiempos
38. Buenas amigas y una estrategia secreta
39. La final del campeonato mundial
40. La lucha por la victoria
41. Ofertas de contrato
42. Los primeros pasos de Julia e Ignacio
43. Desafiando a la reina
44. La fantástica máquina de saques
45. El remate mecánico
46. Una invitación al horror
47. Las tres hermanas de Jidoin
48. Una pizca de juventud
49. El secreto del ataque doble
50. Sufrir por amor
51. Una promesa en el monte Fujimi
52. El juego del destino
53. La muerte de Ignacio
54. El milagro del punto ciego
55. El gran campeonato
56. Ignacio vive
57. Un partido vendido
58. El balón que desaparece
59. Un terrible relámpago
60. Una entrenadora en silla de ruedas
61. El partido final del campeonato de escuelas intermedias
62. Preludios de un partido amistoso
63. Un remedio engañoso
64. Unas fabulosas rivales
65. Una persona hostil
66. Elisa Makimura desenmascarada
67. Julia, la capitana del corazón de piedra
68. Madre, hermano, hermana
69. La oscura sombra se cierne
70. A Julia le prohíben jugar
71. Una sustitución
72. Una delantero de Okinawa
73. La operación fantasma
74. La misteriosa jugadora número 4
75. Una pantalla humana en movimiento
76. Asestando golpes al adversario
77. Contra el voleibol mecánico
78. Una magnífica victoria
79. El extraño desafío
80. Una decisión penosa
81. Un set, un partido
82. ¡Deprisa, seis poderosos!
83. El dulce silbido de un chico
84. Él es un rival
85. El remate diabólico
86. La recepción con flexión
87. Soñando con un nuevo remate
88. La prueba del campeonato intercolegial
89. El ataque con el balón volador
90. El incandescente tanteo
91. La gran lucha por la selección
92. El campo de entrenamiento de Hokkaido
93. Una jugadora temible
94. ¿Qué le ocurre a Julia?
95. El logro del golpe tornado
96. La apertura del campeonato mundial
97. El equipo japonés jugando a tope
98. El primer partido de las semifinales
99. El nacimiento de una jugadora extraordinaria
100. El remate tornado en peligro
101. El equipo japonés se viene a bajo
102. Un nuevo golpe prodigioso
103. Enfrentándose al adversario, la Unión Soviética
104. La jugadora número 1

LA ILUSIÓN DE TRIUNFAR
1. Una campeona llega a la escuela Fujimi
2. Entrenando para mañana
3. El nacimiento de una nueva capitana
4. Un balón hecho pedazos
5. Un desafío en el entrenamiento
6. Pareja de rematadoras, ¡adelante!
7. Una esperanza tras la derrota
8. El balón secreto cayendo como una hoja seca
9. Una carta de renuncia que se rompe
10. Una desagradable conspiración
11. Una tarde de lágrimas
12. Unos rivales muy fuertes
13. Una estrategia sin estrategia
14. Un partido desesperado
15. Después de la victoria
16. El orgullo de las vencedoras
17. Cinco sets muy reñido
18. Una promesa
19. El renacimiento de los rivales
20. Un entrenamiento especial
21. El trabajo de una capitana
22. El espíritu de la lucha
23. El secreto
24. El salto mortal
25. ¿Quién ha ganado?
26. Un buen consejo
27. Once rivales
28. Sentimientos de venganza
29. Un entrenamiento sin piedad
30. El demonio del voleibol
31. El secreto del brazo derecho
32. El campo del amor y el odio
33. Una noticia sorprendente
34. Una sonrisa desesperada
35. Volando hacia el mundo
36. El torbellino negro
37. Una idea para devolver balones en dos tiempos
38. Buenas amigas y una estrategia secreta
39. La final del campeonato mundial
40. La lucha por la victoria
41. Oferta de trabajo
42. Los diferentes caminos de Ignacio y Katia
43. Desafiando a la reina
44. La fantástica máquina de saques
45. El remate mecánico
46. Una invitación al horror
47. Las tres hermanas
48. Un poco de juventud
49. El secreto del ataque doble
50. Sufrir por amor
51. Una promesa en el monte Fujimi
52. El juego del destino
53. La muerte de Ignacio
54. El milagro del punto ciego
55. El campeonato nacional
56. Ignacio vive
57. Un juego amañado
58. El balón que desaparece
59. Un terrible relámpago
60. Una entrenadora en silla de ruedas
61. La final del campeonato nacional
62. Preludio de un partido amistoso
63. Un partido arriesgado
64. Unas fabulosas rivales
65. Una persona hostil
66. Sibila desenmascarada
67. Katia, la capitana del corazón de piedra
68. Madre, hermano y hermana
69. La sombra oscura se cierne
70. A Katia le prohíben jugar
71. La sustituta
72. La rematadora de Okinawa
73. La operación fantasma
74. La misteriosa jugadora número 4
75. Una pantalla humana en movimiento
76. Asestando golpes al adversario
77. Jugando contra el voleibol mecánico
78. Una magnífica victoria
79. El extraño desafío
80. Una decisión penosa
81. Un set, un partido
82. Deprisa, seis poderosas
83. Ese chico que silba
84. Él es un rival
85. El remate diabólico amplificado
86. La recepción en el aire flexión
87. Soñado con un nuevo remate
88. La prueba del campeonato nacional
89. El remate como un globo que se escapa
90. Un tanteo a 13 a 7
91. Jugar en la selección nacional
92. El campo de entrenamiento de Hokkaido
93. Una jugadora temible
94. ¿Qué te ocurre, Katia?
95. El golpe tornado, una realidad
96. El comienzo del campeonato mundial
97. El equipo japonés jugando hasta el límite
98. El primer partido de las semifinales
99. El nacimiento de una jugadora mágica
100. El remate tornado en peligro
101. El equipo japonés se viene abajo
102. Un nuevo remate prodigioso
103. Enfrentándose con el adversario
104. La magnífica rematadora número uno

#### DVD
El anime fue remasterizado digitalmente para DVD en 2003 por Amuse Video Inc. Columbia Music Entertainment lanzó otra edición en 2007.
En 2012 King records reeditó la serie en Japón en Blu-ray con 8 discos, y también, salió una edición especial por el 40 aniversario de 7 discos.

#### Banda sonora
La canción que acompaña los títulos de inicio fue compilada por Five Records en el CD "Campeones y tus amigos de Tele 5" (1990). En la versión española cantaba Sol Pilas. Originalmente esta sintonía fue compuesta en Italia para la serie de animación "Mio Mini Pony".

### Películas
Entre 1970 y 1971 cuatro películas de anime se lanzaron en Japón basadas en la serie. Fueron publicadas por Toho y dirigidas por Eiji Okabe.
| Título japonés                 | Título en inglés               | Fecha de lanzamiento    | Duración |
| ------------------------------ | ------------------------------ | ----------------------- | -------- |
| アタック No.１                 | Attack No.1 the movie          | 21 de marzo de 1970     | 63 mins  |
| アタック No.１涙の回転レシーブ | Attack No.1 Revolution         | 1 de agosto de 1970     | 60 mins  |
| アタック No.１涙の世界選手権   | Attack No.1 World Championship | 19 de diciembre de 1970 | 63 mins  |
| アタック No.１涙の不死鳥       | Attack No.1 Immortal Bird      | 17 de marzo de 1970     | 50 mins  |

### Reediciones Manga
El manga original fue reeditado por Shueisha en 2003.
| Volumen | Fecha de lanzamiento | ISBN          |
| ------- | -------------------- | ------------- |
| １      | Enero 2003           | 4-8342-7254-0 |
| 2       | Enero 2003           | 4-8342-7255-9 |
| 3       | Febrero 2003         | 4-8342-7256-7 |
| 4       | Febrero 2003         | 4-8342-7257-5 |
| 5       | Marzo 2003           | 4-8342-7258-3 |
| 6       | Marzo 2003           | 4-8342-7259-1 |
| 7       | Marzo 2003           | 4-8342-7260-5 |

La nueva versión de Ozawa “ Shin Attack No.1” se divide en tres volúmenes
| Volumen | Fecha de lanzamiento | ISBN           |
| ------- | -------------------- | -------------- |
| 1       | Marzo 2005           | 978-4088478340 |
| 2       | Junio 2005           | 978-4088478630 |
| 3       | Noviembre 2005       | 978-4088460048 |

### Teleserie
En 2005 se hizo una serie basada en “Attack No.1” en la televisión japonesa TV Asahi. Aya Ueto, la famosa actriz y cantante japonesa hacía el papel de Kozue Ayuhara (Julia Jara).

#### Trama
Aunque la historia es similar al anime original hay algunas diferencias.
Al principio de la serie anime, a Elena no le caía muy bien Julia porque era muy buena jugando a voleibol (aunque enseguida se hicieron amigas). En cambio, en la teleserie de 2005, Midori tiene problemas más serios con Kozue. Por una parte, Midori era mejor que Kozue al principio de la serie y se muere de envidia cuando es Kozue la que llega a la selección nacional ( hasta ese momento no habían jugando ningún partido pero habían entrenado muy duro). Además, Midori estaba loquita por Tsutomu-kun a quien conocía desde niños, pero Tsutomu-san prefería a Kozue. Los celos de Midori desaparecen en parte cuando Tsutomu muere salvando a unchavalín. Por último, Kozue se había hecho popular al salvar a unas compañeras de equipo del Fujimi del ataque de un borracho y Midori tampoco podía tolerar tanta popularidad.
Al final ambas juegan juntas en la selección japonesa aunque por un momento Midori consigue que rechacen a Kozue.
Por otra parte, Kozue se lesiona seriamente la pierna y tiene que pasar por quirófano, aunque al final se recupera.
Por último, en la teleserie no se ve la victoria final de Japón ya que finaliza cuando Japón empieza jugar la final contra Brasil.

## Spinoffs
En 1977, Fumio Kurokawa y Eiji Okabe crearon Attack on Tomorrow para el estudio Nippon Animation basándose en una nueva historia del creador de Flower Angel (Hana no Ko Lunlun), Shiro Jinbo, pero no logró el éxito de la serie original.
En 1984, Kazuyuki Okaseko dirigió Attacker You!, conocida en España como Dos fuera de serie, para Knack Productions. Aunque no es un spinoff oficial de Attack No. 1, no se pueden evitar las comparaciones con la serie anterior, hasta el punto de que los traductores italianos decidieron crear una relación entre ambas series que no existía originalmente: en sus diálogos, You Hazuki de Attacker You! (llamada Mila en Italia) se convirtió en prima de Kozue Ayuhara de Attack No. 1 (llamada Mimi). Este cambio se mantuvo en la versión francesa, alemana y española de la serie, las cuales no eran sino traducciones de la italiana, dando como resultado frecuentes confusiones: en España, por ejemplo, los espectadores no podían reconocer las referencias a Mimi dentro del diálogo, ya que Attack No. 1 se estrenó en el país después de Attacker You! y su protagonista fue rebautizada como Julia en vez de como Mimi. Para complicar aún más las cosas, resulta fortuito que la heroína del mencionado Attack on Tomorrow (que nunca llegó a España) se llamase precisamente Mimi Hijiiri y que la versión italiana decidiese extrañamente no cambiarle el nombre.

## Reacción
Esta serie es casi responsable del boom del shojo en los sesenta. En Japón, se emitían en prime time con un share de un 20% y el disco con su banda sonora vendió 700.000 copias.
Después de la Panda de Julia, innumerables series siguieron el mismo concepto pero con diferentes deportes. Raqueta de oro para el tenis o Yawara! para judo son algunas de las series que aparecieron nada más terminar La Panda de Julia.
La serie recibió numerosos premios. El 23 de septiembre de 2005 fue votada '"TV Asashi Top Anime" logrando el puesto 61 de 100. El 13 de octubre de 2006, fue votada "Japanese Favorite TV Anime" logrando un puesto 9 de 100.
Este show no solo tuvo un gran impacto por ser pionero en el tema deportivo del anime japonés pero ha mostrado gran influencia tras su final. La jugadora profesional de voleibol italiano Francesca Piccinini, es un ejemplo de jugadora inspirada por la serie.
Kazuko Suzuki describe Attack No. 1 como “una innovación de las historias de campus, donde la heroína va a la universidad a conocer a su futuro esposo”. Describe a Kozue como “psicológicamente independiente” ya que la protagonista se da cuenta de que ella es la única responsable de su propia felicidad y que debe luchar por encontrarla incluso tras la muerte de su novio.